# Zonaria
Zonaria är ett svenskt melodisk death metal-band från Umeå, tidigare känt som Seal Precious. Bandet är för närvarande kontrakterade med skivbolaget Listenable Records.

## Historia

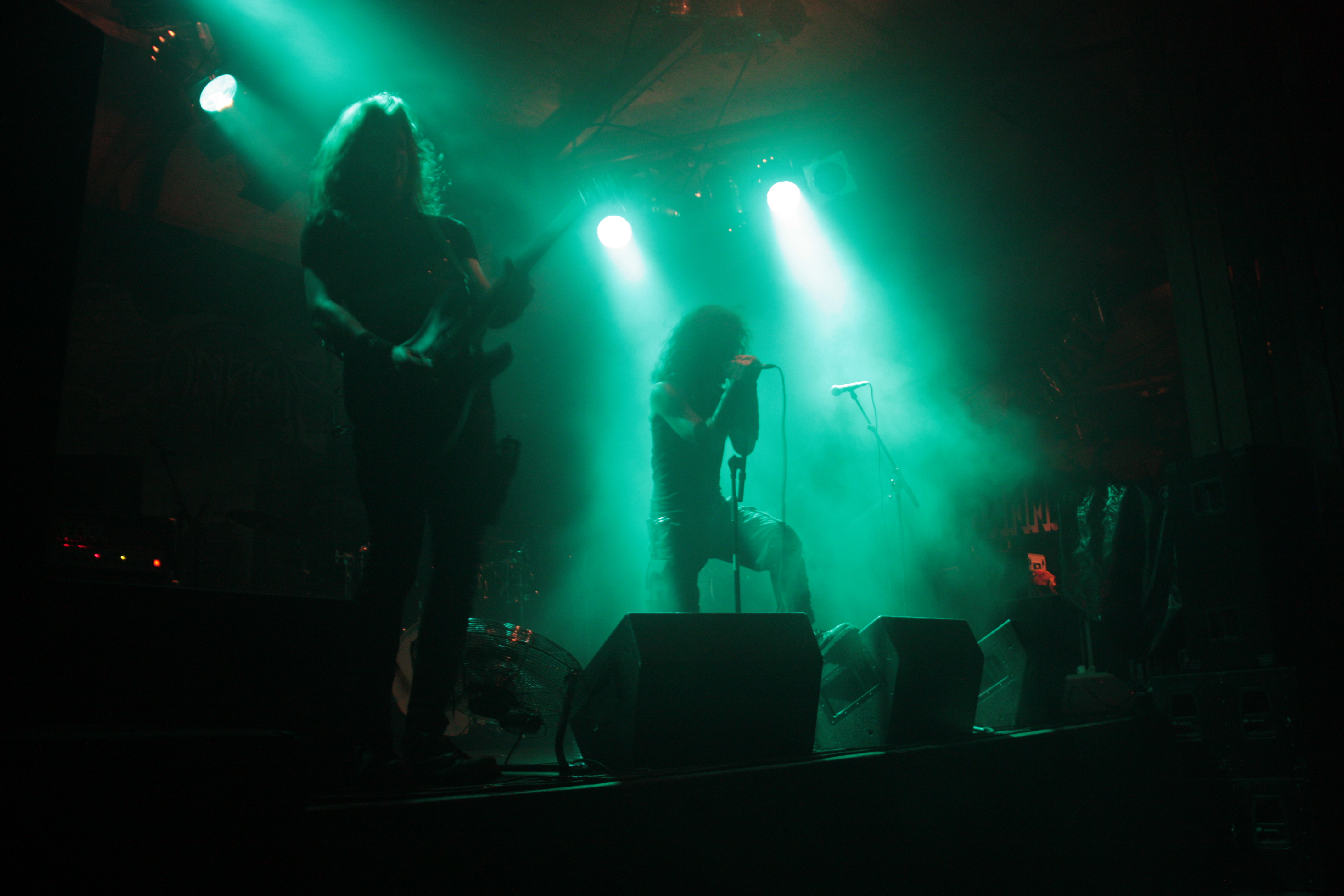
Simon Berglund

Bandet bildades 2001 av Simon Berglund, Christoffer Vikström, och Mikael Hammarberg och gick under namnet Seal Precious. Inledningsvis bestod bandets musik mest av power metal, med ren sång utan growling. Flera line-up förändringar hindrade bandet från inspelning, men efter 2003, med tillkomsten av en andra gitarrist, Emil Nyström, och efter namnändringen till Zonaria, tillbringade de två år att spela i och runt Umeå innan de spelar in och släpper albumet Evolution Overdose under 2005.
Under våren 2006 spelade Zonaria in CD-singeln "Rendered In Vain" (och släppte sedan en video till den). Därefter turnerade Zonaria utanför Sverige, och öppnade för det finska black metal-bandet Impaled Nazarene om en europeisk turné. I oktober meddelade Zonaria att de hade tecknat ett skivkontrakt med Swedmetal Records att släppa "Rendered in Vain", som kom att användas i datorspelet The Darkness.
I november 2006 tecknade skivbolaget Pivotal Rockordings Zonaria, och strax efter gick bandet till Black Lounge Studios med Per Nilsson och Jonas Kjellgren från Scar Symmetry för att börja spela in sitt debutalbum, Infamy and the Breed som släpptes i september 2007. I slutet av juli meddelade basisten Jerry Ekman sin avgång och ersattes av Markus Åkebo. Bandet spelade in en video för singeln "The Armageddon Anthem" och turnerade sedan i stora delar av Europa i början av 2008, bland annat som förband till Marduk.
Den 8 juni 2008 meddelade Zonaria att de hade tecknat ett avtal med Century Media Records. De turnerade i Europa för att stödja det nya albumet med Satyricon och följde sedan med Vader och Septic Flesh under november och december 2008 som en del av Vaders turné under deras 25-årsjubileum. Deras nya albumThe Cancer Empire, släpptes den 17 oktober 2008 och producerades av Fredrik Nordström på Studio Fredman.
Den 16 januari 2010 meddelades det att Zonaria skulle stödja Dark Funeral på deras "Decleration of Hate tour" genom Storbritannien och Europa i mars / april 2010. I början av 2011 lämnade basisten Markus Åkebo bandet och ersattes (tillfälligt) av Max Malmer. Senare blev ett tillkännagivande om att gitarristen Caleb Bingham hade anställts för att Simon Berglund skulle kunna koncentrera sig mer på sången. I maj 2011 tillkännagav bandet att den tidigare tillfälliga basisten Max Malmer kommer att ansluta sig som permanent bandmedlem.
Bandet släppte sin nästa skiva Arrival Of The Red Sun år 2012 via skivbolaget Listeneble Records. I hösten av 2012 lämnade dock Emanuel Isaksson och Emil Nyström bandet. Detta gav i sin tur upphov till att bandet tog in Rickard Lundmark istället på Trummor och platsen på gitarr fylldes med Caleb Bingham.
Vintern 2013 till 2014 fick dock Caleb Bingham problem att stanna i Zonarias hemland på grund av obetalda skulder. Detta gav senare i mars 2014 att Zonaria och Caleb Bingham gick åtskilda vägar.

## Medlemmar
Nuvarande medlemmar

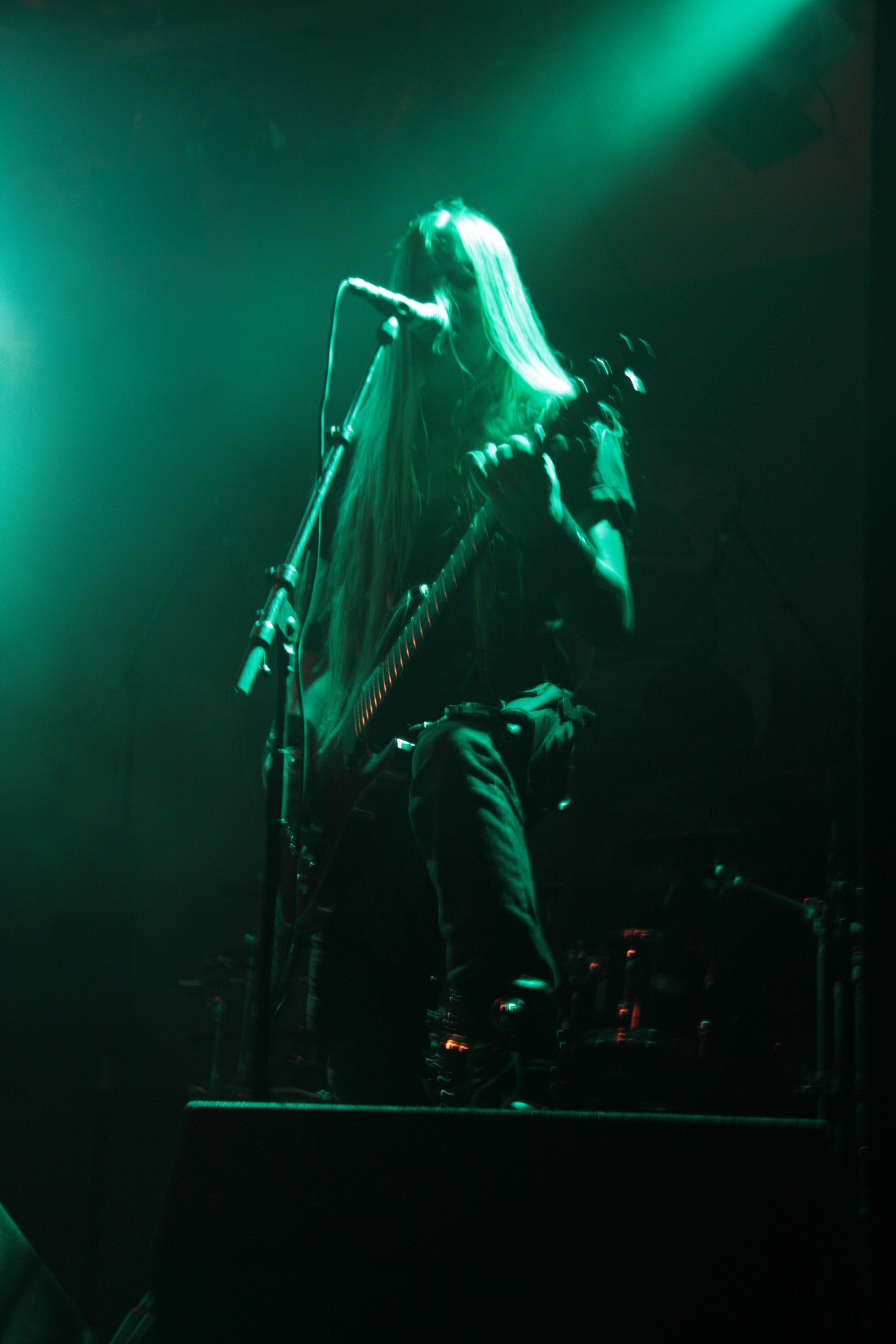
Zonaria på Occultfest 2010.

- Simon Berglund – gitarr (2001–2004, 2005–2011, 2012– ), sång (2005– )
- Max Malmer – basgitarr, bakgrundssång (2011– )
- Rickard Lundmark – trummor (2013– )
- Sebastian Westermark – gitarr (2014– )

Tidigare medlemmar
- Christoffer Wikström – basgitarr (2001–2003)
- Claes-Göran Nydahl – trummor (2001–2003)
- Mikael Hammarberg – sång (2001–2004)
- Emil Nyström – gitarr, bakgrundssång (2003–2012)
- Karl Flodin – basgitarr (2003–2005)
- Niklas Lindroth – trummor (2003–2004)
- Johan Aronsson – keyboard (2003–2004)
- Simon Carlén – trummor (2004–2005)
- Jerry Ekman – basgitarr (2005–2007)
- Emanuel "Cebbe" Isaksson – trummor (2005–2012)
- Markus Åkebo – basgitarr (2007–2011)
- Caleb Bingham – sologitarr (2011–2012, 2013–2014)

Turnerande medlemmar
- Max Malmer – basgitarr (2011)
- Morgan Koppari Fahlblom – gitarr (2014)

## Diskografi
Demo
- Illusionary Games – (2002, självutgiven)
- Evolution Overdose – (20 maj 2005, självutgiven)
- Rendered in Vain – (1 juni 2006, Swedmetal Records)

Studioalbum
| Titel                  | Lanseringsdatum  | Skivbolag             |
| ---------------------- | ---------------- | --------------------- |
| Infamy and the Breed   | 4 september 2007 | Pivotal Rockordings   |
| The Cancer Empire      | 17 oktober 2008  | Century Media Records |
| Arrival of the Red Sun | 20 juli 2012     | Listenable Records    |